# Lisa Yuskavage
Lisa Yuskavage (Filadélfia, Estados Unidos, 16 de maio de 1962) é uma pintora estadunidense.
Estudou na escola de artes Tyler, na Pensilvânia. Recebeu seu M.F.A de Yale em 1986.
Yuskavage fez exposições com outros artistas na bienal de Whitney, e no Museu de Arte Moderna. Atualmente, Lisa faz exposições solo. Ela é representada pela galeria Marianne Boesky, em Nova Iorque.
Yuskavage tem coleções permanentes no Museu Whitney de Arte Americana, Museu de Arte contemporânea em São Diego, Museu de Arte Moderna e Instituto de Arte de Chicago. Lisa Yuskavage mora e trabalha em Nova York.
Lisa é conhecia por apresentar traços de sexualidadade em suas pinturas do nu feminino.